# Levibasis nubila
Levibasis nubila là một loài tò vò trong họ Ichneumonidae.